# Пајнхерст (Северна Каролина)
Пајнхерст (енгл. Pinehurst) град је у америчкој савезној држави Северна Каролина.

## Демографија
По попису из 2010. године број становника је 13.124, што је 3.418 (35,2%) становника више него 2000. године.
| Група             | 2000.         | 2010.          |
| Белци             | 9.179 (94,6%) | 11.993 (91,4%) |
| Афроамериканци    | 317 (3,3%)    | 494 (3,8%)     |
| Азијати           | 60 (0,6%)     | 167 (1,3%)     |
| Хиспаноамериканци | 101 (1,0%)    | 279 (2,1%)     |
| Укупно            | 9.706         | 13.124         |